# 21-es busz (Veszprém)
A veszprémi 21-es jelzésű autóbusz a Kádártai úti forduló és a Pápai úti forduló között közlekedik, igazodva a déli iparterületen történő műszakváltásokhoz. Útvonala összeköttetést teremt az Újtelep, a Jutasi úti lakótelep és az északi iparterület között. A járatot a V-Busz üzemelteti.

## Története
A 20-as és 21-es autóbuszok 2019. február 18-tól körjáratként közlekedtek kis kiágazással Kádártai úti forduló felé. A 2019. december 15-i menetrend-revíziónak értelmében az 1/10-es, illetve 20/21-es autóbuszok útvonala megszűnik vagy átalakul. Az új 21-es részben átveszi a korábbi szolgálató által üzemeltetett 32-es és 35-ös autóbuszok szerepét. Általában csuklós autóbuszok közlekednek a vonalon.
2022. március 1-jétől a járatok mindkét irányban betérnek a Bakony Művekhez, azonban a vasútállomást csak a Kádártai úti forduló felé érintik.

## Útvonala
| Pápai úti forduló felé | Kádártai úti forduló felé |
| --- | --- |
| Kádártai úti forduló vá. – Kádártai út – Haszkovó utca – Jutasi út – Házgyári út – Csererdei út – Bakony Művek – Csererdei út – Házgyári út – Henger utca – Piramis utca – Valeo – Piramis utca – Henger utca – Pápai út – Pápai úti forduló vá. | Pápai úti forduló vá. – Pápai út – Henger utca – Piramis utca – Valeo – Piramis utca – Henger utca – Házgyári út –Csererdei út – Bakony Művek – Házgyári út – vasútállomás – Jutasi út – Haszkovó utca – Kádártai út – Kádártai úti forduló vá. |

## Megállóhelyei
| 0  | Kádártai úti forduló végállomás | 25 | 5, 13, 23, 25 Helyközi buszok                   |
| 1  | Bolgár Mihály utca              | 24 | 5, 6, 13                                        |
| 2  | Fecske utca                     | 22 | 8, 8A, 11, 13                                   |
| 3  | Őrház utca                      | 21 | 8, 8A, 11, 13                                   |
| 4  | Haszkovó utca                   | 20 | 3, 4, 4A, 7A, 8, 8A, 11                         |
| 6  | Laktanya                        | 18 | 1, 2, 3, 4, 4A, 6, 7A, 8, 8A, 10, 11, 18        |
| 7  | Aulich Lajos utca               | 17 | 1, 2, 4, 4A, 10, 11                             |
| ∫  | Veszprém vasútállomás           | 15 | 1, 2, 4, 4A, 5, 10, 11 Helyközi buszok Veszprém |
| 10 | Jutaspusztai elágazás           | 11 | 4, 5, 18                                        |
| 11 | Komfort                         | 10 | 18                                              |
| 12 | Agroker                         | ∫  | 18                                              |
| 13 | Posta-garázs                    | 9  | 18                                              |
| 14 | Házgyár                         | 8  | 3 Helyközi buszok                               |
| 15 | Bakony Művek                    | 7  | 3, 8 Helyközi buszok                            |
| 16 | Házgyári út / Henger utca       | 6  | 8, 18 Helyközi buszok                           |
| 18 | Valeo                           | 4  | 1, 8, 18                                        |
| 19 | Piramis utca                    | 3  | 1, 8, 18 Helyközi buszok                        |
| 20 | Henger utca / Ipar utca         | 2  | 1, 8, 18 Helyközi buszok                        |
| 21 | Pápai út / Henger utca          | 1  | 1, 8, 18 Helyközi buszok                        |
| 21 | Pápai úti forduló (körforgalom) | 0  | 1, 8, 18 Helyközi buszok                        |
| 26 | Pápai úti forduló végállomás    | 0  | 8A                                              |